# Staurochilus mimicus
Staurochilus mimicus är en orkidéart som först beskrevs av Louis Otho Otto Williams, och fick sitt nu gällande namn av Lubag-arquiza och Eric Alston Christenson. Staurochilus mimicus ingår i släktet Staurochilus och familjen orkidéer. Inga underarter finns listade i Catalogue of Life.